# كاتشي

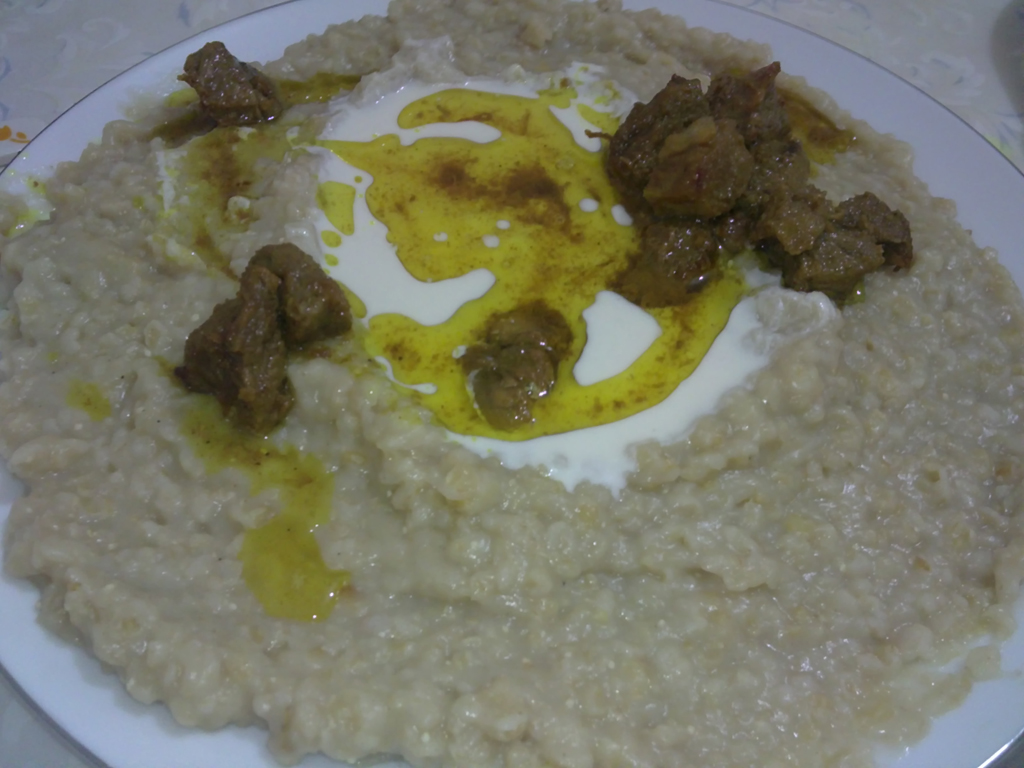
يشمل Kachi زوارة (إيران) الدقيق واللبن الرائب واللحوم والزيت الحيواني.

الكاي هي حلوى إيرانية، لكن يمكن تناولها في العشاء كوجبة مع الخبز . تتمتع الكاي بالكثير من الطاقة بسبب وجود الدقيق والزبدة . على سبيل المثال، الطاقة الناتجة من الزبدة والدقيق وحدهما، بالكميات الواردة في تحضير هذا الكاي، هي سعرة حرارية ، وهي كمية كبيرة من الطاقة. ولهذا السبب فهي حلوى مناسبة للأشخاص النحيفين والذين يعانون من الضعف.
الكاي مصنوع من الدقيق والسكر وماء الورد والزبدة والزيت والزعفران . في الماضي، كان يتم تحضيره بكمية كبيرة من الزيت الحيواني . الكاي مصنوع أيضًا من دقيق الأرز .